# Thomas Andrew Knight
Thomas Andrew Knight (Wormsley, 12 agosto 1759 – Londra, 11 maggio 1838) è stato un agronomo britannico.

## Biografia
Inventò il clinostato e svolse varie ricerche sull'impollinazione; nel 1806 vinse la medaglia Copley.